# Theo Lundberg

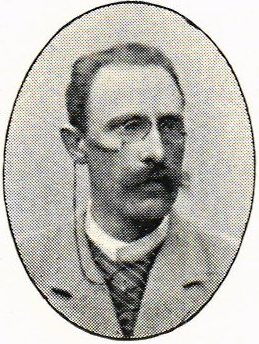
Theo Lundberg.

Gustaf Theo Lundberg, född den 19 juli 1860 i Växjö, död den 22 januari 1937 i Laholm, var en svensk tidningsman. Han var far till Tore Lundberg och Inga Theo-Lundberg.
Lundberg avlade mogenhetsexamen 1881 och blev student vid Uppsala universitet samma år. Han var vikarierande kollega vid Varbergs lägre allmänna läroverk 1884–1885, redaktör av Höganäs Tidning 1888, medarbetare i Morgonbladet samma år, i Skånska Dagbladet 1888–1889, redaktionssekreterare i Hallands-Posten 1889–1893 samt redaktör och ansvarig utgivare av Sydhalland från 1893 till sin död. Lundberg använde signaturerna Theo och Th. L–g. Han var även verksam som vitter författare och utgav diktsamlingarna Dikter (1900) och Vägar och öden (1936).